# 미나모토노 요리이에
미나모토노 요리이에(일본어: 源 頼家, 1182년 9월 11일 ~ 1204년 8월 14일)은 가마쿠라 막부의 제2대 쇼군(將軍)으로 초대 쇼군 미나모토노 요리토모(源賴朝)의 적장자(嫡長子)다. 어머니는 호조 마사코(北條政子). 아버지 요리토모가 낙마 사고로 죽자 18세에 제2대 정이대장군(征夷大将軍)이 됐다. 권력 강화를 꾀했지만 외척 호조씨들이 막부 창업 공신들인 유력 고케닌들과 13인의 합의제를 출범시킴으로써 발목을 잡혔다. 즉위 3년 때 병석에 눕자 동생 사네토모(實朝)를 옹립해 권력을 잡으려는 외가 친척 호조씨가 친 쇼군파인 히키(比企)씨에게 승리하면서 그도 와병중에 쇼군직을 박탈당했다. 곧 이즈(伊豆)의 슈젠지(修禪寺)에 유폐됐다가 1204년 외가 친척들인 호조 씨들에 의해 사사된다. 향년 23세.
요리이에의 친동생 사네토모를 옹립한 호조 씨들은 효조슈(評定衆)라는 정식 고케닌 협의체를 새로 조직하고, 의장 격인 '싯켄(執權)' 자리를 세습해 실권을 쥐었다. 한편, 장남을 죽여야 했던 호조 마사코가 네 손주들만은 절에 출가시켜 살려보려 했으나 그들도 결국 모두 주살된다. 격심한 권력투쟁 속에 3대 쇼군 사네토모 역시 자식없이 암살되면서 미나모토 막부의 직계는 대가 끊어졌다.

## 생애

### 가마쿠라도노의 적자
1182년(주에이 원년) 음력 8월 12일, 미나모토노 요리이에는 가마쿠라 히키가타니에 살던 고케닌 히키 요시카즈(比企能員)의 저택에서 태어났다. 아명은 반슈(萬壽). 어머니는 그 유명한 호조 마사코로 아버지 요리토모가 다이라노 기요모리에 의해 이즈에 유배됐던 시절 결혼해 둘 사이에는 이미 장녀 오오히메(大姬)가 있었다. 그가 태어날 당시 아비 요리토모의 나이는 36세였고 다이라 씨들을 몰아내고 가마쿠라에 개선한지 3년 만에 어렵게 얻은 첫 아들로, 태어나면서부터 주위의 축복을 한몸에 받았다.
후계자가 절실했던 요리토모는 마사코의 순산 기원 목적으로 츠루가오카 하치만 궁(鶴岡八幡宮) 와카미야대로(若宮大路) 정비를 지시했고, 직접 감독하에 겐지의 유력 고케닌(御家人)들이 손수 옮긴 흙과 돌로 원래보다 한층 높여 큰 길을 닦을 정도로 집안 모두의 기대가 컸다. 요리토모의 유모였던 히키노아마(比企尼)의 양자 요시카즈(能員)가 대를 이어 요리이에의 유부(乳父)로 선택됐고, 히키노아마의 둘째 딸(가와고에 시게요리의 아내)과 카지와라 카게토키(梶原景時)의 아내 외에도, 히키노아마의 셋째 딸(히라가 요시노부의 아내), 요시카즈의 아내 등 히키씨 집안 자체가 요리이에의 기반이 됐다.
1193년(겐큐(建久) 4년) 음력 5월, 일본 최고 자리에 오른 아비 요리토모가 후지산에서 고케닌들과 사냥대회를 열었는데, 그는 12세의 장남 요리이에가 사슴을 쏴 첫사냥에 성공하자 뛸듯이 기뻐하며 친히 사람을 보내 아내에게 알렸다. 그러나 아내 마사코는 "무장의 맏이라면 그 정도는 당연한 일"이라며 사자를 되돌려 보냈다 한다. 이에 관해 일본 사학계의 의견은 요리이에의 사슴 사냥이 단순한 의미를 넘어 '신이 후계자로 그를 간택했음'을 부하들에게 각인시키는 정치적 함의를 갖는데, 마사코가 이를 제대로 이해하지 못했었다는 해석이 지배적이다.
덧붙여 사슴 사냥 때 일본 3대 복수극 중의 하나로 유명한 소가 형제의 복수(일본어: 曾我兄弟の仇討ち)사건으로 요리토모와 가마쿠라 본부와의 연락이 끊어진 사이, 요리토모의 동생 미나모토노 노리요리(源範頼)가 형수에게 말실수를 해 모반 혐의로 사사로이 유배됐다가 살해됐다.
1195년(겐큐(建久) 6년) 음력 2월, 요리토모는 부인 마사코와 두 자녀인 요리이에ㆍ오오히메를 데리고 교토로 상경한다. 어린 요리이에는 6월 3일과 6월 24일에 각각 입궐하여 요리토모의 후계자로서 선을 보였고, 2년 후인 16세에 성인 관례를 올리고 종5위상(従五位上) 품계로 우근위권소장(右近衛權少将)에 임명됐다. 요리이에는 나이에 비해 우수한 무예로도 이름을 알렸었다고 한다.

### 2대 쇼군 취임
1199년(겐큐(建久) 10년) 음력 1월 13일, 요리토모가 갑자기 서거한다. 요리이에는 같은 달 20일에 좌중장이 되어 후계 준비를 서두르고, 26일에 죽은 아비를 대신해 제2대 가마쿠라도노에 올랐다. 나이 18세였다. 급변 당시인 음력 1~2월 무렵 가마쿠라에서 많은 사무라이들을 상경시켜 혹시 있을지모를 사태를 대비했다. 이런 분위기 속에서 산자에몬(三左衛門) 사건이 터졌다.
석 달 뒤인 4월, 막부 창업 공신 집안인 호조씨 등 고케닌들은 13인의 합의제를 설치하면서 요리이에가 직접 소송 판결을 못하도록 했다. 이에 반발한 요리이에는 오가사와라 나가츠네(小笠原長経), 히키 무네카즈(比企宗員), 히키 토키카즈(比企時員), 나카노 요시시게(中野能成) 등 젊은 측근 다섯 명을 통해서만 자신을 알현하라고 명을 내렸다. 그가 할 수 있는 반발은 그것 뿐이었다. 훗날 고케닌 후손들이 쓴 《아즈마카가미》에는 요리이에가 자신의 측근이나 히키 씨족만 중용하며 관습을 무시하고 독재를 했다는 에피소드를 기록했으나 사실 여부는 알 수 없다.
반년 뒤인 10월, 선대 쇼군 때부터 중용되고 있던 사무라이도코로(侍所) 장관 카지와라 카게토키가 갑자기 독대를 청했다. 요리이에 남동생 센만(千幡)을 옹립해 모반하려는 역도를 포착했다며 고케닌 몇몇을 혐의자로 지목했다. 그런데 카게토키의 역모 고변이 새나가 역적으로 지목된 고케닌들이 연판장을 돌리는 등 미리 손을 썼다. 그들은 곧바로 막부 공신 총 66명이 서명한 연판장을 요리이에에게 제출하고는 거꾸로 카게토키를 탄핵하기 시작했다. 카게토키는 수사가 진행되지도 않은 상태에서 확증을 제시할 수 있을리 만무했고, 뭐라 변명이라도 해보라는 요리이에에게 아무 대꾸도 못하고 자신의 영지에서 근신에 들어갔다. 얼마간의 근신 후 가마쿠라로 돌아온 카게토키는 정무복귀를 요리이에에게 상주했지만, 고케닌들의 압력에 굴복한 요리이에는 추방령을 내릴 수밖에 없었다.
1200년(쇼지(正治) 2년) 1월 20일, 실의에 빠진 카게토키는 추방령 때문에 온 일족과 함께 교토로 상경해야 했다. 그런데 이 때를 노린 고케닌들의 습격으로 상경 도중 일족 전원이 주살되는 참극이 빚어졌다. 교토 사람들은 후일 요리이에의 몰락을 보면서, 당시 충신 카게토키를 지켜주지 못했던 것이 요리이에의 가장 큰 패착이었다라고 평가했다.
1201년(겐닌(建仁) 원년) 정월부터 5월까지는 가게토키의 부하였던 조씨(城氏) 일족이 겐닌의 난(建仁の乱)을 일으켰다가 곧 진압되어 요리이에의 권력은 더 유명무실해지는 대신, 이듬해 7월 22일에 황실로부터 종2위 품계와 세이이다이쇼군(征夷大将軍) 직을 받았다.

### 쇼군 폐위
1203년(겐닌 3년) 3월 요리이에는 몸상태에 이상이 생겼다. 몸은 아파오는데 신하들의 압박은 나날이 심해졌고, 이를 타개하기 위해 음력 5월 요리이에는 남동생 사네토모의 지지자이자 자신의 숙부 아노 젠세이(阿野全成)를 모반 혐의로 처형하고, 숙모이며 이모인 아와노 쓰보네(阿波局)까지 죽이려 했다. 궁극적인 목표는 동생 사네토모를 찍어내는 것이었다. 그러나 거기까지는 어머니 호조 마사코가 한사코 그 앞을 막아서 실패했다. 음력 7월 중순에 접어들자 병이 더욱 심해져 8월 말에는 혼수상태였다가 깨었다가를 반복할 정도였다.
요리이에가 분명히 숨이 붙어있었음에도 가마쿠라 막부의 고케닌들은 "9월 1일 요리이에가 병사하여 동생 사네토모가 뒤를 잇는다"라는 보고를 교토에 올렸다. 상주문이 정확히 일주일 걸려 교토에 보고됐는데, 당시 호조 등 고케닌들이 세이이대장군의 양위를 요청한 사실이 《메이게츠기(明月記)》등 여러 사료를 통해 확인되고 있다. 보고가 올라간 시점은 9월 2일 가마쿠라에서 친쇼군파인 히키씨 일족이 호조씨들에게 죄다 주살되고 난 후였다.
홀로 고립된 요리이에가 자리를 털고 일어나 이 사건을 알았을 때는 이미 때는 늦었다. 격노한 그가 채 낫지 않은 몸을 일으켜 호조씨 토벌을 명했으나 이미 그를 따르는 가문은 없었다. 교토에서 가독 교체 및 직위 전임 윤허가 떨어진 9월 7일 요리이에는 막부에서의 모든 지위를 잃고 호조씨가 실권을 잡게 됐다.
고케닌들의 일방적인 기록이긴 하나 《아즈마카가미》의 기록을 참고하자면, "요리이에가 병으로 쓰러져 여섯 살 맏이 이치만이 일본국 총슈고직(日本國總守護)과 간토 28개국의 총 치토우(總地頭)를 맡고, 요리이에의 아우 센만(사네토모)에게는 서일본 38개국의 총 치토우(總地頭) 자리를 준다는 교서가 발표됐다. 신하들의 일방적인 결정에 불만을 품은 요시카즈가 센만(사네토모)과 호조씨 토벌을 기획했다"(8월 27일 자)는 기록이 있고, "병상의 요리이에와 히키 요시카즈가 호조 토벌 계획을 몰래 꾸미고 있었는데, 창호문 너머로 몰래 엿듣던 호조 마사코가 친동생 도키마사에게 급히 알려 요시카즈를 불러 죽인 뒤 히키 일족을 멸하고, 난리통에 쇼군의 맏아들 이치만도 화재로 죽었다."(9월 2일 자)고 적고 있다.
다만 요리이에의 어린 장남 이치만의 죽음에 대해 《구칸쇼(愚管抄)》에는, 요리이에가 병으로 쓰러지자 요양 목적으로 스스로 출가하여 정무를 모두 맏이 이치만과 히키씨에게 맡기려 했는데, 이에 호조 도키마사가 히키 요시카즈를 불러 모살하고 병상의 요리이에를 장군 처소인 오쿠라고쇼(大倉御所)에서 고케닌 오오에노 히로모토(大江広元)의 집으로 들것에 옮겨 유폐시킨 후 히키 일족을 몰살시켰다고 적고 있다. 맏이 이치만을 간신히 부인이 안고 도망쳤지만 나머지 일족은 이때 모두 주살당했으며 병석에서 일어난 요리이에가 뒤늦게 이를 알고 격노, 호조 토벌을 명하나 같은 호조씨인 친어머니 마사코가 슈젠사에 자기 아들인 요리이에를 가두어버렸다고 기록돼 있다. 구칸쇼에는 부인이 안고 피신시켰던 맏이 이치만이 11월에 호조 요시토키(北條義時)에게 잡혀 죽은 것으로 돼있다.

### 죽음
1204년(겐큐(元久) 원년) 7월 18일 이즈국 슈젠사에 유폐돼 있던 요리이에는 토키마사의 명령으로 감시병들에 의해 살해됐다. 향년(享年) 23세. 고케닌들 스스로 작은 주군에게 칼을 댄 게 떳떳하지 못했으므로 《아즈마카가미》에 '전령(일본어:飛脚, 訓:히갸쿠)들이 요리이에 죽음을 알려왔다'라고 간단히 기록했다(7월 19일 자 기록). 《구칸쇼(愚管抄)》에는 요리이에가 목욕재계 중 습격을 받았고, 덩치가 컸던 요리이에가 격하게 저항하자 여러 명이 그의 목에 끈을 감고 급소를 눌러 제압 후 간신히 찔러 죽였다고 묘사했다.

## 묘소

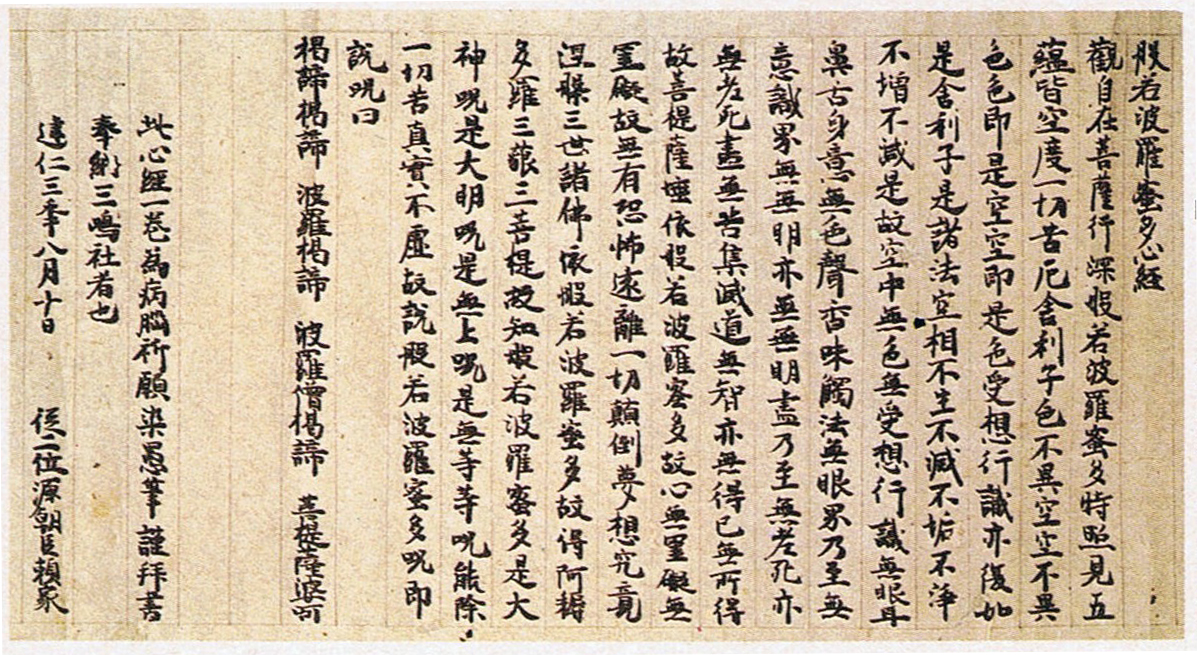
1203년 8월 10일 미시마 대사(三嶋大社)에 봉납된 반야심경. 요리이에의 자필이다.

1202년(겐닌 2년)에 요리이에가 아직 쇼군이었던 당시 직접 지시해 지었던 겐닌사(建仁寺)에는 요리이에의 목상 이 안치되어 있다. 쇼군 자리에서 쫓겨나 유폐됐던 이즈 슈젠사에는 마사코가 요리이에의 명복을 빌기 위해 세운 시게츠전(指月殿)이 남아 있고, 에도 시대에 건립된 요리이에의 공양탑 등도 함께 남아 있다. 요리이에는 유폐된 와중에도 동네 아이들과 함께 인근의 산을 돌아다니며 노는 등 아이들을 특히 좋아했다 전하며, 그의 사후 그를 그리워한 마을 주민들의 유지에 따라 '쇼군아이도-지죠-타루(將軍愛童地藏尊)'가 세워져 그를 기리고 있다.
또한 근처 미시마 대사(신사 (신토),三嶋大社)에는 이듬해 요리이에가 와병 중, 자신의 쾌유를 빌며 손수 필사하여 봉납한 《반야심경(般若心經)》이 남아 있다.
현재 시즈오카현 미시마시 슈젠지(修善寺) 온천 거리에서는 매년 7월마다 요리이에(賴家際) 마츠리(일본 전통 축제)가 열리고 있다. 도쿄에서 신칸센(코다마) 시즈오카 방향으로 약 1시간을 타고 가다 미시마(三島) 역에서 다시 이즈-하코네 선으로 갈아타고 30분 정도 가면 슈젠지(修善寺)에 도착한다. 슈젠지 온천은 하코네 온천 휴양지의 하나로 이즈 지방에서 가장 오래된 온천이다.

## 요리이에의 자식들
요리이에는 슬하에 4남 1녀를 두었는데 장남 이치만(一幡)은 히키 요시카즈의 변 때에 호조 씨들에 의해 이미 피살됐고, 호조 마사코가 남은 3명의 손자들만은 죽이지 않으려고 모두 승려로 출가시켰다. 셋째 아들 에이시쓰(榮實)는 부친 요리이에의 사후 생모가 미우라 다네요시(三浦 胤義)에게 재가했는데, 1215년(켐뽀 2년)에 와다씨가 주도한 이즈미 지카히라(泉親衡)의 난에서 쇼군으로 옹립되었다가 난 실패 후 자결했다. 승려였던 숙부 데이쿄(貞曉)에게 맡겨졌던 둘째 아들 쿠교(公暁)는 1219년(켐뽀 7년) 아버지의 원수를 갚기 위해 삼촌 사네토모를 암살한 죄로 처형되었다. 이때 넷째 아들 승려 젠쿄(禪曉)도 형의 범죄를 도왔다는 죄목으로 1220년 호조 씨들이 보낸 막부 무사들에 의해 교토에서 살해된다. 이로써 요리이에의 네 아들은 모두 할머니의 친척인 호조 씨들의 손에 비명횡사했다.
외동딸 다케노 고쇼(竹御所)는 할머니 마사코가 손수 데려다 길렀고, 사네토모의 사후 호조씨가 옹립한 4대 쇼군 후지와라노 요리쓰네의 정실이 되었으나 출산 도중에 난산으로 죽었다. 엄마와 아이 모두 구하지 못했다고 한다. 다케노 고쇼의 죽음으로 요리이에의 혈통은 완전히 단절됐다.

## 평가
호조씨 집안이 편찬한 가마쿠라 막부의 정사 《아즈마카가미》 속의 요리이에는 유흥에 빠져 고케닌들의 애첩이나 뺏는 형편없고 어리석은 주군으로 그려져 있다. 히키씨 멸망과 요리이에 추방에 관한 《아즈마카가미》의 기술은 교토 측의 사료와는 명백히 상반되는 부분이 있으며, 이러한 요리이에에 대한 폄하는 호조씨 집안의 정치적 작위에 의한 것으로 여겨진다. 요리이에의 근습이었던 시나노의 고케닌 나카노 요시나리(中野能成)는 히키씨 집안이 멸망한 직후인 겐닌 3년(1203년) 9월 4일에 도키마사로부터 영지 안도를 받았는데 "히키 요시카즈의 비법(非法)으로 영지를 빼았겼으나 특별대우를 주노라"라는 내용의 서신이 이치카와 문서에 남아 있지만, 《아즈마카가미》는 요시나리가 요리이에에게 연좌되어 영지를 잃고 유배되었다고 적고 있다. 요시나리와 연계가 깊었던 도키마사의 아들 도키후사(時房)도 요리이에의 축국 상대가 되기도 했던 것 등, 요리이에 주변에는 호조씨 집안의 감시가 끊이지 않았던 것 같다.
당시 요리토모 사망을 전후해, 겐큐 7년의 정변이나 산자에몬 사건 등 조정의 반막부파에 의한 공세가 막부를 강하게 덮쳐오고 있었다. 13인의 합의제가 구축된 것은 요리이에가 요리토모의 뒤를 이어 불과 석 달 만의 일로 이것을 두고 요리이에가 정치적 능력이 없었다고 보기는 어렵다. 요리이에 축출은 호조씨 집안만의 음모가 아니라, 막부를 세우는 주축이 되었던 도고쿠 무사들의 쇼군 독재에 대해 축적된 불만이 배경에 있었던 것이다. 결국 요리이에는 위정자로서 특별한 개성을 보여줄 기회도 없이 쫓겨나고 또 사망하면서, 가마쿠라 막부 내부에서는 고케닌들 끼리의 권력 투쟁이 계속되었다.

## 관직 역임 약력
※ 날짜는 대부분 음력입니다.
| 일본 연호       | 서기   | 날짜      | 내용                                                                                                |
| --------------- | ------ | --------- | --------------------------------------------------------------------------------------------------- |
| 겐큐(建久)8년   | 1197년 | 12월 15일 | 종5위상이 되고 우고노에노곤노쇼죠(右近衛權少將)에 임관(16세).                                       |
| 겐큐 9년        | 1198년 | 1월 13일  | 사누키노곤노스케(讚岐權介)를 겸임(17세).                                                            |
| 겐큐 9년        | 1198년 | 11월 21일 | 관위가 정5위하로 승진.(나머지 직책은 예전대로)                                                      |
| 겐큐 10년       | 1199년 | 1월       | 가독(家督)을 상속받음(18세).                                                                        |
| 겐큐 10년       | 1199년 | 1월 20일  | 사코노에츄조(左近衛中將)으로 옮겨감.                                                                |
| 쇼지(正治) 2년  | 1200년 | 1월 5일   | 관위가 종4위상으로 승진.(나머지는 예전대로) 이때 나이 19세.                                         |
| 쇼지(正治) 2년  | 1200년 | 1월 8일   | 천황만이 사용할 수 있는 색을 관복에 들이는 것을 허락받음.                                           |
| 쇼지(正治) 2년  | 1200년 | 10月26日  | 사에몬노카미(左衛門督)로 옮겨감.                                                                    |
| 겐닌(建仁) 2년  | 1202년 | 1월 23일  | 관위가 정3위로 승진.(나머지는 예전대로) 이때 나이 21세.                                             |
| 겐닌(建仁) 2년  | 1202년 | 7월 22일  | 관위가 종2위로 승진. 세이이다이쇼군(征夷大將軍) 선하(宣下). 이때 사에몬노카미 자리는 예전대로 유지. |
| 겐닌 3년        | 1203년 | 1月23日   | 관위가 정2위로 승진.(사에몬노카미 자리는 예전대로 유지) 이때 나이 22세.                             |
| 겐닌 3년        | 1203년 | 9월 7일   | 승려로서 출가                                                                                       |
| 겐큐(元久) 원년 | 1204년 | 7월 18일  | 서거. 향년 23세(만21세).                                                                            |